# Beechcraft Starship
Beechcraft Starship – dwusilnikowy samolot pasażerski, wyposażony w kabinę ciśnieniową oraz 6 miejsc pasażerskich, produkowany przez wytwórnię Beechcraft.

## Historia
Projekt Starship rozpoczął się w roku 1979 jako studium samolotu mającego zastąpić samoloty rodziny King Air w roli turbośmigłowego samolotu dyspozycyjnego. 25 sierpnia 1982 przedsiębiorstwo Beechcraft zakontraktowało z przedsiębiorstwem Scaled Composites budowę prototypu w skali 85% oryginału.
Pierwszy lot prototypu odbył się w sierpniu 1983. Samolot był pozbawiony systemu hermetyzacji i certyfikowanej awioniki, prócz tego wykonano go z materiałów odbiegających od tych, jakie planowano zastosować w modelu produkcyjnym.
Następnie zbudowano trzy prototypy pełnowymiarowe: NC-1, który służył do testów aerodynamicznych oraz prób w locie, NC-2, na którym testowano awionikę i instalacje pokładowe oraz NC-3, na którym testowano zespoły napędowe. Pierwszy lot NC-1 wykonano 15 lutego 1986.
Program opóźniano kilkakrotnie z przyczyn technicznych, pierwszy egzemplarz produkcyjny wzbił się w powietrze 25 kwietnia 1989.

## Konstrukcja
Warto zwrócić uwagę na konstrukcję epoksydowo-węglową, usterzenie w układzie kaczki, brak statecznika pionowego oraz zamontowanie silników w układzie pchającym. Rozważano kilka konfiguracji usterzenia, ostatecznie wybrano układ kaczki. Samolot zachowuje się bardzo poprawnie w zakresie niskich prędkości, ponieważ wysunięty do przodu statecznik ulega przeciągnięciu jako pierwszy co powoduje wytworzenie momentu pochylającego i ponowne rozpędzenie samolotu. Tradycyjnie umiejscowiony statecznik przenosiłby drgania z silników do kabiny powodując zwiększenie hałasu, wobec tego wymaganą sterowność i stateczność kierunkową uzyskano przez przeniesienie steru kierunku na powiększone winglety. Umiejscowienie silników w układzie pchającym powoduje zmniejszenie hałasu poprzez uniknięcie opływu strumienia zaśmigłowego wokół kadłuba samolotu. Kolejnym innowacyjnym rozwiązaniem było zamontowanie awioniki typu Glass cockpit, jako pierwsze tego typu rozwiązanie w samolocie dyspozycyjnym. Dostawcą awioniki było przedsiębiorstwo Rockwell Collins.

## Eksploatacja

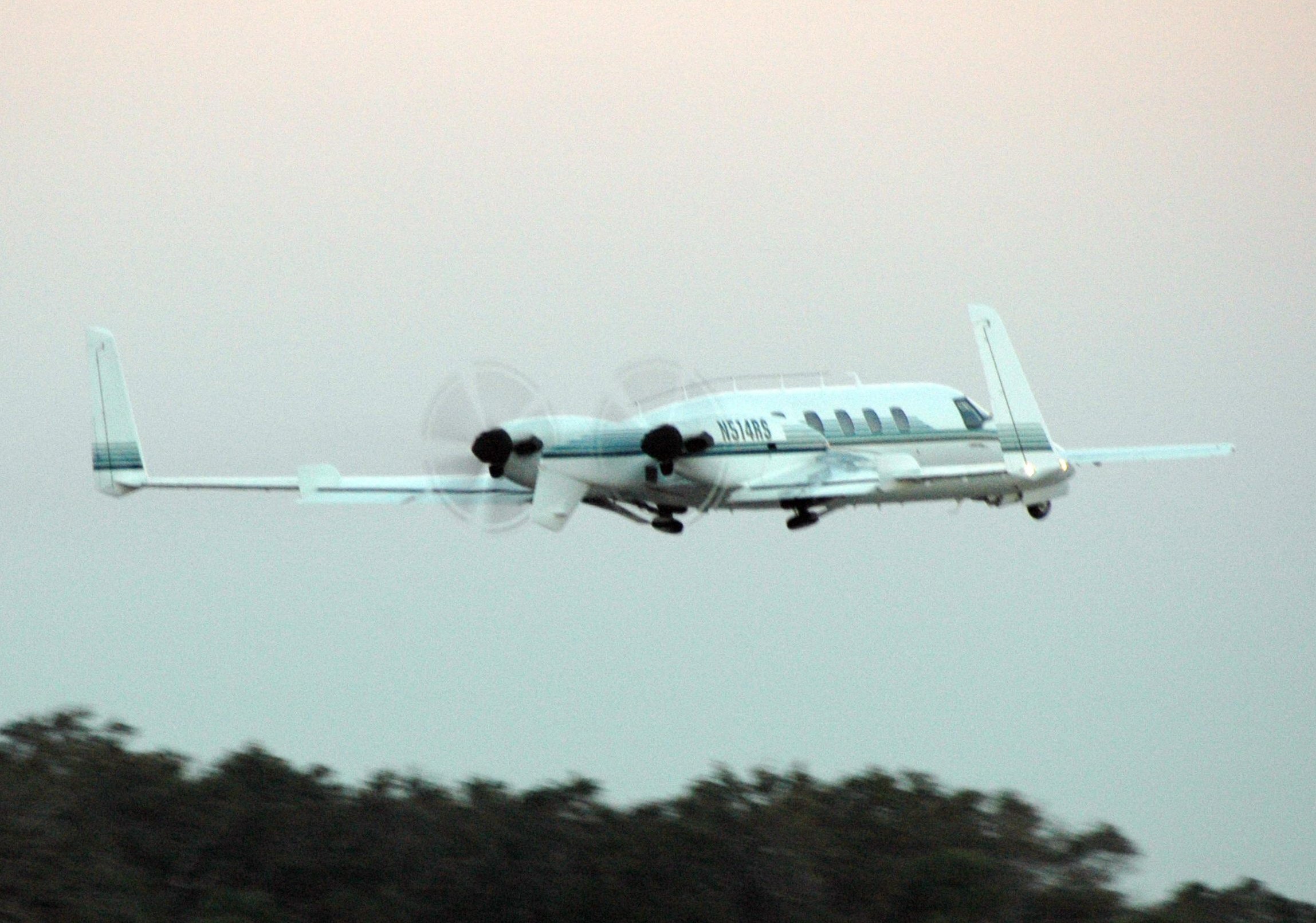
Beechcraft Starship

### Sprzedaż
W ciągu trzech lat od certyfikacji sprzedano tylko 11 egzemplarzy. Tak niską sprzedaż przypisuje się spowolnieniu ekonomicznemu późnych lat 80., ostrożnemu podejściu klientów do nowinek technicznych (jaką niewątpliwie był Starship) oraz podatkowi od towarów luksusowych, który obowiązywał wtedy w Stanach Zjednoczonych. W roku 1991 Beechcraft zaczął oferować dwuletnie kontrakty leasingowe na nowe samoloty Starship.

### Zakończenie produkcji
Ostatni Starship, #NC-53, został wyprodukowany w roku 1995. W roku 2003 wytwórnia Beechcraft ogłosiła, że utrzymywanie zaplecza technicznego dla tak małej floty samolotów stało się nieopłacalne i rozpoczęto złomowanie samolotów należących do wytwórni. Jednocześnie wdrożono plan wymiany prywatnych samolotów Starship na odrzutowe samoloty Beechcraft 390 Premier. W roku 2004 producent wyprzedał cały inwentarz części zapasowych właścicielowi jednego z egzemplarzy Starship, za ułamek ceny rynkowej. Przedsiębiorstwo Rockwell Collins, które jest producentem awioniki, podtrzymuje zaplecze serwisowe dla swoich produktów zabudowanych w samolotach Starship.

## Ocalałe egzemplarze
W styczniu roku 2010 w amerykańskim rejestrze statków powietrznych zapisanych było dziewięć samolotów typu Starship. Trzy zarejestrowane w stanie Oklahoma (NC-29, NC-35 i NC-45), jeden w stanie Waszyngton (NC-50), jeden w stanie Kolorado (NC-51) i cztery zarejestrowane w macierzystej wytwórni w stanie Kansas (prototypowy NC-2, NC-8, NC-19 i NC-24). W październiku roku 2008, egzemplarz NC-29 został użyty jako samolot obserwacyjny podczas prób ponownego wejścia w atmosferę statku SpaceShipOne.